# Kvinnochauvinism
Kvinnochauvinism eller kvinnlig chauvinism kallas den attityd kvinnor har i de fall då de utgår från en inställning om att kvinnor är överlägsna män. Kvinnochauvinismen är nära förknippad med sexism, misandri (manshat) och andra ideologiska övertygelser som innebär att män ses som underlägsna kvinnor, i synnerhet intellektuellt underlägsna. Begreppet kvinnochauvinism (female chauvinism på engelska) används av kritiker för att beskriva vissa typer eller aspekter av feminism. Betty Friedan nämns ibland som ett exempel på kvinnochauvinistiskt eller rent misandriskt tänkande.
Ariel Levy använde termen på ett liknande men motsatt sätt i sin bok Female Chauvinist Pigs ('Kvinnochauvinistiska svin'). I boken hävdar hon att många unga kvinnor i och utanför USA tar efter manschauvinistiska och äldre misogyna stereotyper.
Tankarna att kvinnor som grupp har högre värde och/eller kapacitet än män som grupp anses vara utbredd bland delar av feminismen och kulturen i stort. Studier har visat att både män och kvinnor ofta ägnar sig åt "positiv" könsdiskriminering, där tjänsteansökningar med kvinnliga namn behandlas mer gynnsamt oavsett andra kvalifikationer.